# Ficzere Andrea
Ficzere Andrea (Debrecen, 1967. július 20. –) az Uzsoki Utcai Kórház főigazgatója és a Magyar Kórházszövetség elnökhelyettese. Orvosi szakvizsgáit a neurológia és a reumatológia területén szerezte.

## Tanulmányok
A középiskolát az egri Gárdonyi Géza Ciszterci Gimnáziumban végezte 1981 és 1985 között, ezt követően pedig 1986 és 1992 között a Debreceni Orvostudományi Egyetemen folytatta egyetemi tanulmányait, ahol 2002-ben szerzett Ph.D. diplomát. Szakvizsgát előbb 1997 a neurológia, majd 2006-ban a reumatológia terén szerzett. 2009–2010-ben a Budapesti Corvinus Egyetemen Egészségügyi Menedzsment Szakon szerzett diplomát.

## Karrier
Az egyetem elvégzését követően annak Neurológiai Klinikáján előbb klinikai orvosként (1992–1997), azután egyetemi tanársegédként (1997–2003), majd pedig osztályvezetőként dolgozott (2002–2003).
2003–2004-ben a Debreceni Egyetem Gyermekklinikáján dolgozott mint a gyermekneurológiai osztály vezetője és egyetemi adjunktus.
Ugyancsak Debrecenben 2004-től 2009-ig ügyvezető igazgatóként munkálkodott a helyi egészségügy fejlesztésén. Ezzel párhuzamosan 2008-tól neurológiai főorvosként is dolgozott, amely pozícióját egészen 2011-ig betöltötte.
2009-től Nyíregyházán a DE-OEC intézetében lépett munkába mint az Egészségügyi Kar Egészségügyi Informatika Tanszékének docense, ezzel párhuzamosan számos egészségügyi informatikai projekt vezetője. E munkaköreiben 2012-ig látta el feladatait, amikor a zuglói Uzsoki Utcai Kórház, a Semmelweis Egyetem Oktató Kórházának főigazgatója. Vezetése alatt olyan fejlesztések valósultak meg a kórházban, mint az kórház VIP osztálya, sajátfejlesztésű telefonos alkalmazása, az Uzsoki App) valamint a különféle képzési programok. A kórház 2014-ben és 2015-ben Kiváló Főorvosi Kórház elismerésben részesült a Medicina 2014 szakmai konferencián. Az Uzsoki Utcai Kórház főigazgatójaként részt vett a Zuglói Egészségmegőrző Modell elindításában.
Emellett több, a kórházi személyzet és a betegek és hozzátartozóik számára elindított további szolgáltatás kötődik hozzá. 2016. február 29-én nyitott meg az Uzsoki Utcai Kórház ingyenes gyermekmegőrzője. A kezdeményezés célja a dolgozók és a páciensek támogatása gyermekeik elhelyezése terén a műszak, illetve a vizsgálat ideje alatt. Emellett a kórház dolgozóinak gyerekei számára ingyenes táboroztatást, a dolgozók számára pedig kommunikációs és pszichoterápiás tréninget is indított a kórház.
2016 márciusában a Magyar Kórházszövetség a testület tisztújító közgyűlésén elnökhelyettesévé, 2019 áprilisában pedig elnökévé választotta.

## Oktatótevékenysége
- Neurológia – 15 év, magyar és angol nyelven
- DE-OEC Neurológiai Klinika
- DE-OEC Gyermekklinika
- Reumatológia – 2 év
- Egészségügyi informatika
- DE-OEC, Egészségügyi Kar, Egészségügyi Informatika Tanszék
- Nyugat-magyarországi Egyetem-Közgazdaságtudományi Kar-Közgazdasági és Módszertani Intézet - Egészségügyi menedzsment

## Egyéb tevékenységek
Ficzere Andrea az úgynevezett betegfókuszú (patient-centered) egészségügyi szolgáltatás hazai szakértőjeként, 2016-ban új szakmai blogot indított: a Betegfókusz Blogot, amelyen a betegfókuszú szolgáltatás teóriáját, alapjait, kihívásait és gyakorlati példáit mutatja be.